# Corea del Norte en los Juegos Paralímpicos
Corea del Norte en los Juegos Paralímpicos está representada por el Comité Paralímpico Nacional de la República Popular Democrática de Corea, miembro del Comité Paralímpico Internacional.
Ha participado en dos ediciones de los Juegos Paralímpicos de Verano, su primera presencia tuvo lugar en Londres 2012. El país no ha obtenido ninguna medalla en las ediciones de verano.
En los Juegos Paralímpicos de Invierno ha participado en una sola edición, Pyeongchang 2018, sin conseguir ninguna medalla.

## Medallero

### Por edición
| Evento              | Oro | Plata | Bronce | Total |
| ------------------- | --- | ----- | ------ | ----- |
| Londres 2012        | 0   | 0     | 0      | 0     |
| Río de Janeiro 2016 | 0   | 0     | 0      | 0     |
| Tokio 2020          | –   | –     | –      | –     |
| París 2024          | –   | –     | –      | –     |
| TOTAL               | 0   | 0     | 0      | 0     |

| Evento           | Oro | Plata | Bronce | Total |
| ---------------- | --- | ----- | ------ | ----- |
| Pyeongchang 2018 | 0   | 0     | 0      | 0     |
| Pekín 2022       | –   | –     | –      | –     |
| TOTAL            | 0   | 0     | 0      | 0     |